# 陳介
陳 介（ちん かい）は中華民国の外交官・政治家。字は蔗青。祖籍は湖南省長沙府湘郷県。

## 事績

### 清末民初の活動
1902年（光緒28年）、杭州府中学堂を卒業し、同年9月に日本へ留学した。日本では弘文学院（宏文学院）で学び、1904年に卒業すると一時は同校で日本語の助教となっている。同年中に帰国し、明徳高等小学主任となった。翌年夏、再び来日し、東京帝国大学法学部に入学している。1908年、ドイツに向かい、ベルリン大学で学んだ。卒業後は欧州各国を歴訪している。
1912年（民国元年）に帰国し、北京政府工商部主事として登用され、同年5月、同部商務司司長に昇進した。また、憲法研究委員会委員、関税改良委員会委員も兼任している。1914年（民国3年）1月、工商部と農林部の合併により農商部が成立すると、同部工商司司長に転じた。このほかに財政討論会委員等を兼任し、また、私立明徳大学、国立北京大学、公立北京法政専門学校などで教授・講師として法律学を教授している。

### 外交事務での活動

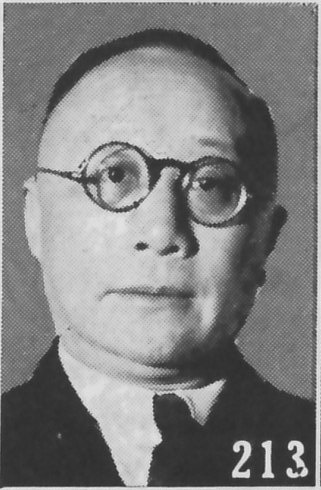
陳介別影（『最新支那要人伝』1941年）

1916年（民国5年）、陳介は国務院参議に転じる。翌年、農商部秘書兼財政部参事となり、まもなく国務院軍機討論処処員に任ぜられた。1918年（民国7年）8月、安福国会で参議院議員となり、さらにドイツとの断交が決定されると、天津・漢口の旧ドイツ租界回収事務に携わっている。1920年（民国9年）12月、江漢関監督に任命され、翌月には外交部特派湖北交渉員を兼任した。1924年（民国13年）2月、全国水利局副総裁に移ったが、同年9月に辞任し、以後政界からしばらく離れることになる。
1928年（民国17年）9月以降、陳介は実業界に活動の場を移し、長沙明徳中学董事、上海中華匯業銀行経理、上海塩業銀行経理、上海市商会執行委員、上海市銀行同業会執行委員などを務めた。1935年（民国24年）12月、国民政府により外交部常務次長兼総務司司長に起用されて政界復帰を果たす。1938年（民国27年）6月、駐ドイツ特命全権大使に任命された。1943年7月、駐ブラジル大使に任ぜられ、翌年7月にはメキシコ大使に転じている。1945年8月、駐アルゼンチン大使となった。1951年8月15日、ブエノスアイレスにて病没。享年67。